# Karabin przeciwpancerny PzB38
Panzerbüchse 38, PzB 38 – niemiecki półautomatyczny karabin przeciwpancerny opracowany przez B. Brauera i produkowany w zakładach Gustloff-Werke w Suhl.
Była to jednostrzałowa broń z ruchomą lufą. W momencie oddania strzału lufa cofała się o około 9 cm, co powodowało otwarcie zamka i wyrzucenie z niego pustej łuski. Lufa zostawała w tej pozycji aż do ponownego załadowania broni i powracała do pozycji wyjściowej po ręcznym zwolnieniu jej. Ten raczej skomplikowany mechanizm był bardzo podatny na zacięcia w warunkach polowych. 
Według Überblick Rüststand des Heeres (spisie wyposażenia wojskowego) z września 1939 roku liczba tych karabinów na stanie armii wynosiła 62 sztuki. We wspomnianym dokumencie zaznaczono, że w najbliższych miesiącach zaplanowano zwiększenie produkcji tej broni do 150 sztuk miesięcznie.
W latach 1939–1940 wyprodukowano łącznie 1408 karabinów PzB 38.

## Panzerbüchse 39
PzB 38 był używany, ale nie stał się standardową bronią przeciwpancerną Wehrmachtu. Uproszczono więc jego konstrukcję, zachowując zamek klinowy, ale otwierany był on teraz przez złamanie chwytu pistoletowego. Podobnie jak poprzednia wersja, PzB 39 miał składaną kolbę dla ułatwienia transportu; wyposażono je też w pojemniki na amunicję montowane po obu stronach zamka. PzB 39 był produkowany w latach 1940–41, łącznie wyprodukowano 39232 sztuki tej broni.
Po analizie polskiej amunicji do polskiego kb ppanc wz. 35 („Ur”), zastosowano do niemieckich karabinów amunicję z rdzeniem wolframowym, w miejsce dotychczas używanego stalowego, co poprawiło ich zdolność przebijania pancerza.

## Granatbüchse Modell 39
Począwszy od 1942 PzB 38 i PzB 39 zostały wycofane z czynnej służby, gdyż ze względu na coraz grubsze pancerze czołgów nie stanowiły już skutecznej broni przeciwpancernej.  
Zostały one przebudowane na granatniki do wystrzeliwania granatów nasadkowych Granatbüchse Modell 39 (GrB 39) – ich lufa została skrócona do 610 mm i na jej końcu umieszczono garłacz (niem. Schießbecher), stosowany także do karabinów K98.
Granat miał kaliber 30 mm; amunicja obejmowała odłamkowe granaty przeciwpiechotne (Gewehrsprenggranate), oraz granaty przeciwpancerne małe (Gewehrpanzergranate) i duże (Große Gewehrpanzergranate). Efektywny zasięg do celów nieruchomych wynosił około 125 m, a do ruchomych – ok. 70 m. Do wystrzeliwania granatów używano specjalnych nabojów o rozmiarach identycznych ze zwykłą amunicją do PzB 39, ale z drewnianym pociskiem.

## Zdjęcia

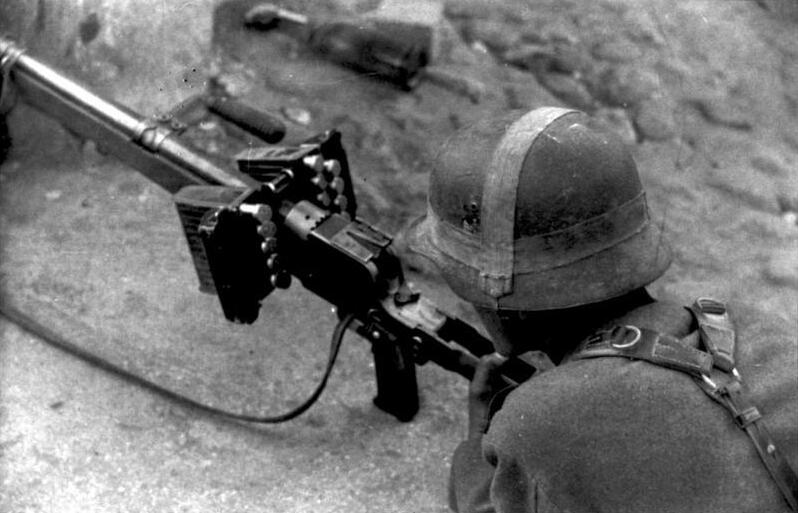
PzB 39 w akcji, wyraźnie widać ładownice z boku broni, 21 czerwca 1941
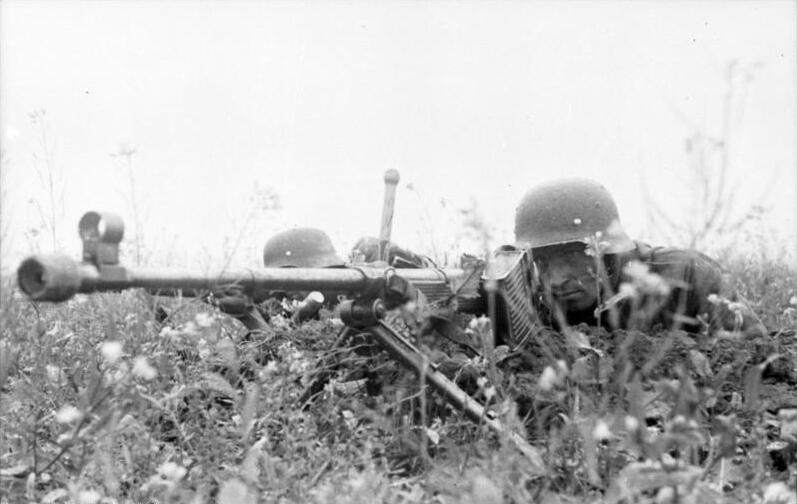
PzB 39, Rosja, sierpień 1941
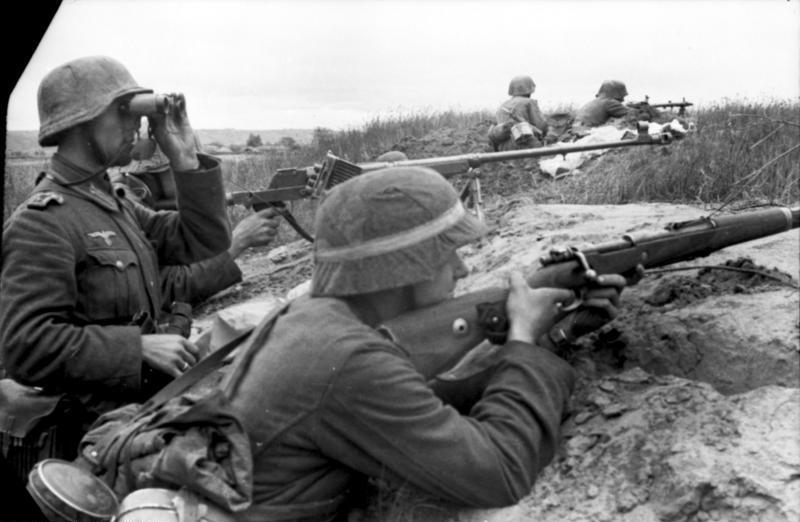
Rosja, czerwiec 1942
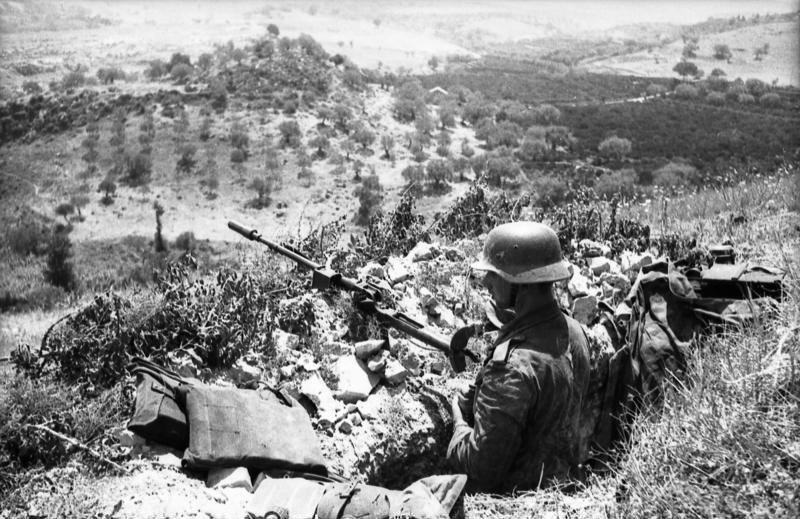
Żołnierze z GrB 39, Włochy